# Nico Pattyn
Nico Pattyn (Roeselare, 26 oktober 1968) is een van de succesvolste quizzers van België. Op 10 november 2007 won hij het Europees kampioenschap quizzen in de individuele quiz te Blackpool. Daarnaast eindigde hij twee keer als tweede, in 2004 in zijn eigen Gent, en in 2013 in Liverpool na zijn landgenoot Ronny Swiggers.
Op het Wereldkampioenschap Quizzen haalde hij zowel in 2005 als 2006 de derde plaats. Op vijftien deelnames eindigde hij elfmaal in de top tien. Hij won ook drie keer het Vlaams kampioenschap.
Hij is sinds het ontstaan van de Belgische nationale quizploeg in 2003 kapitein en was er bij elke interland bij. Met de nationale ploeg won hij in 2003 de eerste quizinterland tegen Engeland, en werd drie keer Europees kampioen. Bij elk kampioenschap haalde de nationale ploeg minimaal een medaille.
In België speelt hij bij de Gentse quizploeg Café Den Hemel. Met die ploeg won hij ook het ploegenkampioenschap op de quizolympiade te Athene in 2016, samen met Paul Arts, Chris Braxel en Ronny Swiggers. Hij haalde er ook zilver op de specialistenquizzen aardrijkskunde (na landgenoot en ploegmaat Paul Arts) en geschiedenis, en brons bij de duoquiz samen met de Amerikaan Ed Toutant. Op het EK 2017 in Zagreb wist hij de specialistenquiz geschiedenis wel te winnen.
Hij groeide op in Langemark en verhuisde nadien naar Gent. Hij was van 2008 tot 2011 directeur van het CLB van het GO! Mandel en Leie te Kortrijk. Daarna werkte hij voor de denktank Metis. In 2015 keerde hij terug naar het CLB.
| Jaar | Wereldkampioenschappen | Europese kampioenschappen                                                                    | Vlaamse kampioenschappen |
| ---- | ---------------------- | -------------------------------------------------------------------------------------------- | ------------------------ |
| 2003 |                        | , Bromley (quizinterland) · Landenteams · Clubteams                                          |                          |
| 2004 | 4de Individueel WK     | , Gent · EK Individueel · EK Landenteams                                                     |                          |
| 2005 | Individueel WK         | , Tallinn · EK Landenteams · EK Duo's                                                        |                          |
| 2006 | Individueel WK         | , Parijs · EK Landenteams                                                                    |                          |
| 2007 | 9de Individueel WK     | , Blackpool · EK Individueel · EK Landenteams · EK Club Teams                                | Individueel              |
| 2008 | 6de Individueel WK     | , Oslo · EK Landenteams · 11de EK Individueel                                                | Individueel              |
| 2009 | 5de Individueel WK     | , Dordrecht · EK Landenteams · 4de EK Individueel                                            | 4de Individueel          |
| 2010 | 6de Individueel WK     | , Derby · EK Landenteams · 6de EK Individueel                                                |                          |
| 2011 | 7de Individueel WK     | , Brugge · EK Landenteams                                                                    | Individueel              |
| 2012 | 14de Individueel WK    | , Tartu · EK Landenteams                                                                     | Individueel              |
| 2013 | 20ste Individueel WK   | , Liverpool · Masters · EK Individueel · EK Landenteams ·                                    | Individueel              |
| 2014 | 8ste WK Individueel    | , Boekarest · EK Landenteams · 8ste EK individueel                                           | Individueel              |
| 2015 | 10de WK Individueel    | , Rotterdam · EK Landenteams                                                                 | 4de Individueel          |
| 2016 | 15de WK Individueel    | , Athene · EK Ploegenteams · EK Landenteams · EK Aardrijkskunde · EK Geschiedenis · EK Duo's | 7de Individueel          |
| 2017 | 25ste WK Individueel   | , Zagreb · EK Geschiedenis · EK Landenteams                                                  | 11de Individueel         |
| 2018 | 10de WK Individueel    | , Venetië                                                                                    |                          |